# برناديت هورفاث
برناديت هورفاث (بالمجرية: Horváth Bernadett)‏ (من مواليد 10 مايو 1990 في كوبوفار ) هي لاعبة كرة يد مجرية.
تم تأهلها 27 مرة للفريق الوطني الهنغاري، حيث سجلت 55 هدفًا. 

## الإنجازات
- البطولة الوطنية المجرية للسيدات :
  - الفائز : 2008 ، 2009
- Nemzeti Bajnokság I / B :
  - الفائز : 2018
- كأس المجر لكرة اليد للسيدات :
  - الفائز : 2008 ، 2009
  - الميدالية البرونزية : 2011
- دوري أبطال أوروبا لكرة اليد للسيدات :
  - الدور النهائي : 2009
  - الدور قبل النهائي : 2008
- بطولة الشباب الأوروبية :
  - الميدالية الفضية : 2009

## روابط خارجية
- إحصائيات برناديت هورفاث المهنية في Worldhandball